# Sinagoga di Cortemaggiore
La sinagoga di Cortemaggiore era una sinagoga situata nel centro dell'omonima cittadina, al primo piano di un edificio, poi trasformato in abitazione privata, posto all'angolo tra le vie Cavour e IV Novembre, in posizione centrale rispetto all'area in cui si estendeva il vecchio ghetto ebraico magiostrino, istituito nel 1545 dal marchese Gerolamo Pallavicino e densamente popolato fino agli ultimi anni del XIX secolo.

## Storia
La sinagoga, edificata nel 1545, anno di istituzione del ghetto ebraico di Cortemaggiore, fu poi ricostruita nel 1842. Nel 1869, con il trasferimento del rabbino Tobia Foà a Fiorenzuola d'Arda, l'edificio rimase senza rabbino, figura che venne comunque sostituita per gli aspetti relativi al culto da un membro della comunità.
In seguito al forte declino demografico della locale comunità ebraica, l'edificio venne progressivamente abbandonato nel corso del Novecento. Tra il 1917 e il 1918, come documentato da A.J.M. Pacifici a seguito di una visita a Cortemaggiore, la porzione centrale del soffitto dell'edificio si presentava sfondata, in cattive condizioni erano anche i libri posti dentro ai banchi, che rischiavano di disfarsi in polvere al semplice tocco, mentre si trovavano in buono stato sette/otto Sefer Torah complete di paramenti e poste su una parete a circondare l'arca nonché la tevà con la relativa cancellata che circondavano il tempio. Nel 1930 la comunità locale venne unità con la comunità di Parma, terminando così le funzioni di culto svolte presso la sinagoga.
Negli anni settanta, l'edificio venne posto in vendita, mentre gli arredi e gli elementi decorativi furono contestualmente trasferiti altrove. Le ante dell'arca furono spostate in Israele, mentre il portale dipinto di azzurro fu trasportato a Soragna, per essere conservato nel museo della locale sinagoga.

## Descrizione
L'edificio presenta una pianta rettangolare con pareti in laterizio e tetto a coppi.
Come tipico delle sinagoghe di ghetto la presenza del luogo di culto non è desumibile da nessun elemento visibile dall'esterno dell'edificio. L'ingresso avveniva originariamente tramite una casa vicina attraverso un ballatoio, successivamente crollato. È possibile ancora accedere alla sala da una botola del locale sottostante, adibito a magazzino di alimentari.
All'interno la sala è spoglia e si presenta in stato di completo degrado con pochissime tracce visibili delle decorazioni e degli affreschi originari in azzurro e oro. Il portale dell'arca, decorato di azzurro, si trova presso il museo della sinagoga di Soragna, dove è conservato anche un camino risalente al XVII secolo e dotato di stucchi decorativi originariamente situato nella casa del rabbino di Cortemaggiore. Non risulta siano al momento previsti interventi per il recupero dello storico luogo di culto.